# Avenue Armand Scheitler
L'avenue Armand Scheitler (en néerlandais : Armand Scheitlerlaan) est une avenue bruxelloise de la commune de Woluwe-Saint-Pierre qui va de l'avenue des Paradisiers à l'avenue des Cormorans sur une longueur totale de 290 mètres.

## Historique et description
L'origine du nom vient du soldat Armand Scheitler, né le 6 février 1916 à Woluwe-Saint-Pierre, tué le 13 mai 1940 à Velaine-sur-Sambre, actuelle section communale de Sambreville, pendant la campagne des 18 jours, lors de la seconde guerre mondiale. Il a succombé des suites de blessures encourues la veille à Temploux, lors de bombardements de stukas allemands. Son nom est repris sur le monument de Temploux, honorant la mémoire des chasseurs ardennais, des soldats du génie belge et du 8e régiment de zouaves français qui ont été victimes de cette attaque.